# April 2005
Portal Geschichte | Portal Biografien | Aktuelle Ereignisse | Jahreskalender | Tagesartikel

◄ |
20. Jahrhundert |
21. Jahrhundert

◄ |
1970er |
1980er |
1990er |
2000er
| 2010er | 2020er | 2030er | ►

◄ |
2001 |
2002 |
2003 |
2004 |
2005
| 2006 | 2007 | 2008 | 2009 | ►

◄ |
Januar 2005 |
Februar 2005 |
März 2005 |
April 2005 |
Mai 2005 |
Juni 2005 |
Juli 2005 |
►
Dieser Artikel behandelt tagesbezogene Nachrichten und Ereignisse im April 2005.

## Tagesgeschehen

### Freitag, 1. April 2005
- Assam/Indien: Im Dibru-Saikhowa-Nationalpark starten die Polizei und die Streitkräfte eine Großoffensive gegen bewaffnete Kämpfer der Vereinigten Befreiungsfront von Assam.[1]
- Berlin/Deutschland: Michael Schindhelm übernimmt die Generaldirektion der neu geschaffenen Stiftung Oper in Berlin zur Verwaltung der drei Berliner Opernhäuser und des Staatsballetts.[2]

### Montag, 4. April 2005
- Vatikanstadt: Das Kardinalskollegium legt die Beisetzung des am 2. April verstorbenen Papsts Johannes Paul II. auf Freitag, den 8. April, fest. Camilla Parker Bowles und der Thronfolger der Britischen Monarchie Prinz Charles verschieben daraufhin ihre Hochzeit auf Samstag, den 9. April.[3]
- Wien/Österreich: Die Obfrau der Freiheitlichen Partei Österreichs (FPÖ) Ursula Haubner, ihr Bruder Jörg Haider und alle weiteren an der Regierung beteiligten FPÖ-Politiker erklären ihren Austritt aus der FPÖ und ihren Eintritt in die neue Partei Bündnis Zukunft Österreich. Federführend bei dieser Abspaltung ist Jörg Haider, der als Obmann des Bündnis fungieren wird.[4]

### Mittwoch, 6. April 2005

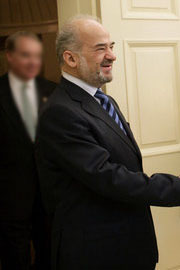
Ibrahim al-Dschafari

- Amman/Jordanien: In Jordanien wird Adnan Badran zum neuen Ministerpräsidenten ernannt; Vorgänger Faisal al-Fajes trat nach Kritik durch König Abdullah II. zurück.
- Bagdad/Irak: Dschalal Talabani wird vom Parlament des Irak zum neuen Präsidenten gewählt.
- Berlin/Deutschland: In Berlin findet die zentrale deutsche Trauerfeier für Papst Johannes Paul II. unter der Leitung von Kardinal Lehmann statt.
- Vatikanstadt: Die Kardinäle öffnen das Testament des verstorbenen Papstes und legen dessen Veröffentlichung für den kommenden Tag, den Beginn des Konklaves auf den 18. April fest. Vor dem aufgebahrten Toten drängen sich inzwischen eine Million Menschen in kilometerlangen Schlangen. Am Abend trifft US-Präsident Bush im Petersdom ein.

### Donnerstag, 7. April 2005
- Bagdad/Irak: Der inzwischen vereidigte Präsidentschaftsrat des Irak beauftragt Ibrahim al-Dschafari mit der Bildung einer neuen Regierung.

### Freitag, 8. April 2005

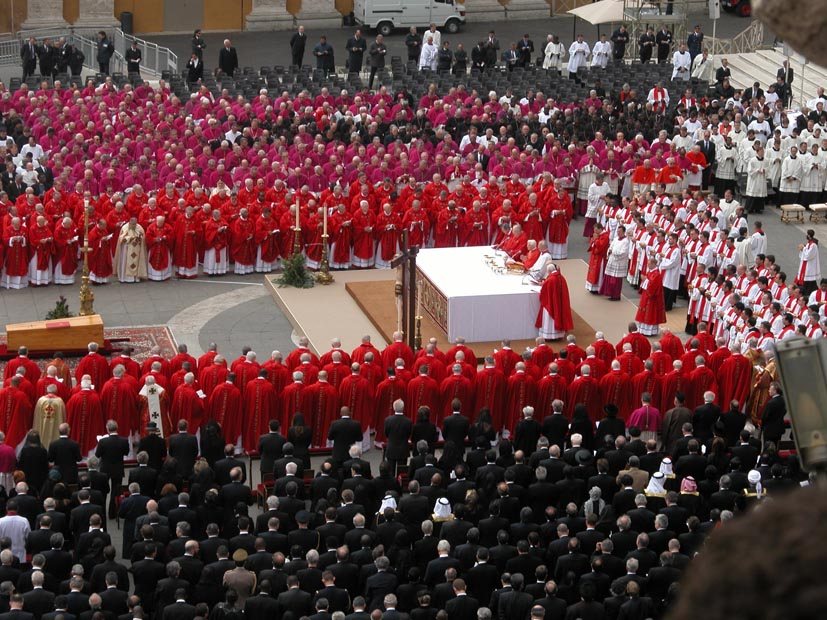
Requiem für Johannes Paul II.

- Pazifik: Entlang eines schmalen Streifens, der sich von Neuseeland bis Venezuela erstreckt, kommt es zu einer hybriden Sonnenfinsternis, die vom Südpazifik aus als ringförmige, später als totale und von Mittel- und Südamerika aus wieder als ringförmige Finsternis sichtbar ist.
- Vatikanstadt: Papst Johannes Paul II. wird am Nachmittag unter Ausschluss der Öffentlichkeit in den Grotten des Petersdoms beigesetzt. Zuvor hat um 10.00 Uhr Ortszeit ein feierliches Requiem stattgefunden, an dem etwa 4 Millionen Menschen darunter zahlreiche Staats- und Regierungschefs, Vertreter anderer christlicher Kirchen sowie jüdische und moslemische Vertreter teilgenommen haben.

### Samstag, 9. April 2005

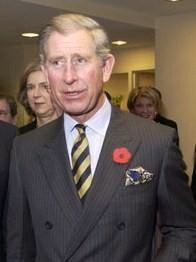
Prinz Charles

- Windsor/Vereinigtes Königreich: Camilla Parker Bowles und Prinz Charles, Thronfolger der Britischen Monarchie, heiraten.

### Sonntag, 10. April 2005
- Bregenz/Österreich: Bei den Gemeinderats- und Bürgermeisterwahlen in Vorarlberg erreicht die ÖVP einen Stimmenanteil von 45,4 %, es folgen SPÖ (15,6 %), FPÖ (11,5 %), Grüne (7,0 %) und sonstige Parteien (zusammen 20,4 %). Nach der Aufhebung der Wahlpflicht sank die Wahlbeteiligung auf 65,0 % gegenüber 88,8 % bei der letzten Wahl.[5]
- Neuchâtel/Schweiz: Bei den Wahlen ins Kantonsparlament von Neuenburg gewinnen die Linken (SPS, GPS, PdA, Sol) eine hauchdünne Mehrheit von nur einem Sitz. Neuenburg ist damit der zweite Schweizer Kanton mit einer  linken Parlamentsmehrheit nach Basel-Stadt.
- Peking/China: In Chinas Hauptstadt Peking demonstrieren 20.000 Menschen gegen ein japanisches Schulbuch; darin werde u. a. das Massaker von Nanking heruntergespielt.
- Sumatra/Indonesien: Vor der Küste Sumatras, etwa 100 km südlich der Stadt Padang, ereignet sich erneut ein heftiges Erdbeben; die Stärke lag bei 6,7 auf der Richter-Skala.
- Weimar/Deutschland: Im Deutschen Nationaltheater Weimar findet eine Zentrale Gedenkfeier zur Befreiung des KZ Buchenwald statt.

### Montag, 11. April 2005
- Düsseldorf/Deutschland: Ministerpräsident Peer Steinbrück (SPD) stellt sechs Wochen vor der nächsten Landtagswahl in Nordrhein-Westfalen die Regierungskoalition seiner Partei mit den Grünen in Frage.
- Neu-Delhi/Indien: Indien und die Volksrepublik China unterzeichnen einen Vertrag, der langjährige Grenzstreitigkeiten im Himalaya-Gebirge beilegen soll. Die vereinbarte Klärung würde einen seit 1962 schwelenden Konflikt beenden und gilt in beiden Ländern als bedeutende Etappe auf dem Weg zu besseren bilateralen Beziehungen.[6]
- Redmond/Vereinigte Staaten: Der Soft- und Hardwarehersteller Microsoft verklagt in sieben US-Bundesstaaten Klage acht Computer-Hersteller und -Händler wegen der Verbreitung gefälschter und nicht-lizenzierter Microsoft-Software und -Softwarekomponenten.[7]
- Tokio/Japan: Ein schweres Erdbeben der Stärke 6,1 Mw erschüttert den Großraum Tokio. Das Epizentrum liegt 60 km unter der Erdoberfläche nahe Tokio.

### Dienstag, 12. April 2005
- Brüssel/Belgien: Die Europäische Kommission erklärt ihre Bereitschaft zur Aufnahme von Verhandlungen mit Serbien und Montenegro über einen Beitritt des Landes zur Europäischen Union.[8]
- Karlsruhe/Deutschland: Das Bundesverfassungsgericht erklärt in einem Urteil den polizeilichen Einsatz von GPS-Ortungsgeräten für Zwecke der Observation von Verdächtigen für rechtens.
- Oslo/Norwegen: Die Regierungen von 60 Ländern einigen sich im Rahmen einer Geberkonferenz darauf, dem nordafrikanischen Staat Sudan 3,47 Milliarden Euro für den Wiederaufbau der südlichen Landesteile zur Verfügung zu stellen. Im Süden des Sudans herrschte jahrelang Bürgerkrieg zwischen den im Gesamtstaat vorherrschenden Arabern und der ansässigen schwarzen Bevölkerung.

### Mittwoch, 13. April 2005
- Beirut/Libanon: Der libanesische Premierminister Omar al-Karami reicht nach fehlgeschlagenen Bemühungen um eine Regierungsbildung erneut seinen Rücktritt ein.
- Straßburg/Frankreich: Das Europaparlament stimmt mit großer Mehrheit für die geplante Aufnahme Bulgariens und Rumäniens in die Europäische Union im Januar 2007.

### Donnerstag, 14. April 2005
- Berlin/Deutschland: Das Radsport-Team Gerolsteiner kündigt nach einem positiven Doping-Befund in der B-Probe auf die Stimulans Carphedon den Vertrag mit seinem Fahrer Danilo Hondo, der in diesem Jahr Zweiter beim Radrennen Mailand-San Remo wurde.[9]
- Prag/Tschechische Republik: Zwei Minister der tschechischen Regierung treten zurück, damit befindet sich das Kabinett von Premier Stanislav Gross in Auflösung.
- Redmond/Vereinigte Staaten: Der Soft- und Hardwarehersteller Microsoft ermöglicht den Besuchern seiner Online-Enzyklopädie Encarta probeweise das Editieren von Einträgen. Die Inhalte werden dabei weiterhin von fest angestellten Redakteuren betreut.
- Straßburg/Frankreich: Die Abgeordneten des Europäischen Parlaments stimmen mit 431 zu 85 Stimmen gegen eine Aufhebung des Waffenembargos gegenüber China.

### Freitag, 15. April 2005

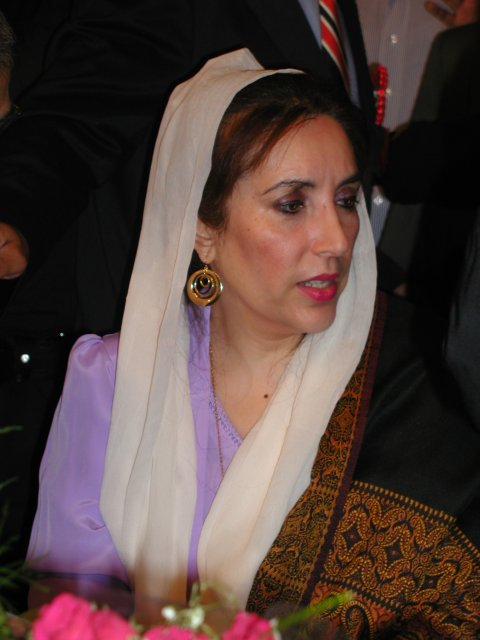
Benazir Bhutto

- Baikonur/Kasachstan: Um 2.46 Uhr MESZ startete die russische Raumschiff Sojus TMA-6 zur Internationalen Raumstation (ISS). Besatzung der Sojus TMA-6: Sergei Krikaljow (Russland), John Phillips (USA), Roberto Vittori (Italien).
- Berlin/Deutschland: Außenminister Joschka Fischer stimmt einer Live-Videoübertragung seiner Aussage vor dem Untersuchungsausschuss zur Visa-Affäre zu.
- Islamabad/Pakistan: Rund 17.800 Mitglieder der Pakistanischen Volkspartei (PPP) der früheren Präsidentin Benazir Bhutto werden wegen „Verstößen gegen das Versammlungsrecht“ verhaftet. Bhutto lebt im Exil in den Vereinigten Arabischen Emiraten und ihr Ehemann Asif Zardari sitzt in Pakistan in Haft.[10]
- London/Vereinigtes Königreich: Der einzig verbliebene potentielle Investor beim letzten, unabhängigen britischen (Massen-)Automobilhersteller MG Rover sagt gegenüber der britischen Regierung ab, damit wird das Schicksal des Traditionskonzerns besiegelt und eine Insolvenzanmeldung unumgänglich.
- München/Deutschland: Die Bayerische Kultusministerin Monika Hohlmeier tritt zurück.
- Paris/Frankreich: Bei einem Brand in einem Pariser Hotel werden mindestens 20 Personen getötet und über 60 verletzt.

### Samstag, 16. April 2005
- Essen/Deutschland: Der erste Zwillings-Marathon der Welt startet sowohl in Dortmund als auch in Oberhausen, beide Streckenverläufe treffen sich in Gelsenkirchen und haben die Stadt Essen zum gemeinsamen Ziel. Insgesamt nehmen über 30.000 Menschen an der Veranstaltung teil.
- New York/Vereinigte Staaten: Der Börsenindex Dow Jones verzeichnet mit 3,57 % den stärksten wöchentlichen Rückgang seit Beginn des Krieges im Irak im März 2003.
- Quito/Ecuador: Ecuadors Präsident Lucio Gutiérrez entlässt nach Massenkundgebungen und Streiks den Obersten Gerichtshof und verhängt den Ausnahmezustand über die Hauptstadt.[11]
- Türkei: Bei Gefechten zwischen türkischen Truppen und Kurden im Südosten der Türkei werden insgesamt 26 Kämpfer beider Seiten getötet.

### Sonntag, 17. April 2005
- Madain/Irak: Nach der Erstürmung des Dorfes Madain durch irakische Soldaten bleibt der Verbleib der mutmaßlich dort festgehaltenen bis zu 150 Entführungsopfer unklar.
- Sydney/Australien: Der australische Vertreter der UNO-Flüchtlingskommission Neil Wright bittet die australische Regierung um eine humanitäre Lösung für die verbliebenen 54 Asylanten im Nauru Detention Centre in Meneng. Wright meinte, die Asylanten seien verzweifelt und isoliert, was für diese auf keine Zukunft hoffen ließe. Im Nauru Detention Centre wurden seit 2001 über 1.200 Asylsuchende temporär festgehalten.

### Montag, 18. April 2005
- Augusta/Vereinigte Staaten: Der amerikanische Straßenradsport-Profi und sechsmalige Gewinner des Etappenrennens Tour de France Lance Armstrong, der sich Vorwürfen des Dopings mit EPO ausgesetzt sieht, kündigt seinen sportlichen Rücktritt für Mitte des Jahres an.[12]
- Oxford/Vereinigtes Königreich: Die Universität Oxford gibt bekannt, dass es mit Hilfe einer neuen Infrarottechnologie möglich wird, bis zu 400.000 Dokumente der Antike, die sich im Besitz ihrer Bibliothek befinden, lesbar zu machen. Darunter befinden sich verschollene, unvollständige und unbekannte Werke. Die Dokumente stammen unter anderem aus den Funden aus dem ägyptischen Oxyrhynchus. Altphilologen sprechen vom „Beginn einer zweiten Renaissance“.
- San José/Vereinigte Staaten: Adobe Inc. übernimmt Macromedia für 3,4 Milliarden US-Dollar.
- Vatikanstadt: Mit einem Gottesdienst im Petersdom und dem Einzug  in die Sixtinische Kapelle beginnen die Kardinäle das Konklave zur Bestimmung des Nachfolgers von Papst Johannes Paul II. Schwarzer Rauch aus dem Schornstein der Sixtinischen Kapelle signalisiert um 20.00 Uhr, dass der erste Wahlgang nicht die nötige Zwei-Drittel-Mehrheit erbrachte.
- Wiesbaden/Deutschland: Der ehemalige Bundesminister des Innern Manfred Kanther wird wegen seiner Rolle in der CDU-Spendenaffäre zu einer Bewährungsstrafe von 18 Monaten und zu einer Geldstrafe von 25.000 Euro verurteilt.

### Dienstag, 19. April 2005
- Berlin/Deutschland: Die Eisbären Berlin werden Deutscher Meister im Eishockey, nachdem sie das dritte Finalspiel gegen die Adler Mannheim mit 4:1 gewinnen.
- Rom/Italien: Nachdem die UDC die italienische Regierungskoalition verlassen hat, treten vier Minister zurück. Ministerpräsident Berlusconi schließt Neuwahlen aus. Er kündigt an, im italienischen Parlament die Vertrauensfrage zu stellen.
- Stuttgart/Deutschland: Der baden-württembergische Ministerpräsident Erwin Teufel tritt von seinem Amt zurück. Sein Nachfolger soll am 27. April gewählt werden.
- Vatikanstadt: 17.50 Uhr steigt über der Sixtinischen Kapelle weißer Rauch auf und die Glocken des Petersdoms, Roms und an weiteren Orten weltweit beginnen zu läuten. Nach dem vierten Wahlgang steht Joseph Kardinal Ratzinger als neuer Papst fest. Er gibt sich den Namen Benedikt XVI. Das Konklave dauerte nur knapp 26 Stunden.
- Wien/Österreich: Das Pharmaunternehmen Sandoz International GmbH gibt bekannt, dass es seinen Sitz von Wien ins deutsche Holzkirchen in Oberbayern verlegen wird.[13]

### Mittwoch, 20. April 2005
- Athen/Griechenland: Das griechische Parlament stimmt mit breiter Mehrheit für die Ratifizierung des Europäischen Verfassungsvertrags.
- Bagdad/Irak: Auf den noch amtierenden irakischen Ministerpräsidenten Allawi wird ein Anschlag verübt, dabei kommt ein Polizist ums Leben.
- Quito/Ecuador: Die Staatskrise in Ecuador spitzt sich zu, das Parlament erklärt Präsident Gutiérrez für abgesetzt.
- Rom/Italien: Der italienische Ministerpräsident Berlusconi reicht seinen Rücktritt ein, Präsident Ciampi verweigert die Annahme und fordert die Umbildung der bestehenden Regierung.

### Donnerstag, 21. April 2005
- Berlin/Deutschland: Der 2002 von seinem Amt als Staatsminister im Auswärtigen Amt zurückgetretene Ludger Volmer (Grüne) wird vor dem Untersuchungsausschuss zur Visa-Affäre vernommen; erstmals wird eine solche Sitzung live im Fernsehen übertragen.
- Stuttgart/Deutschland: Der Landtag von Baden-Württemberg wählt Günther Oettinger zum Nachfolger des seit 1991 regierenden Ministerpräsidenten Erwin Teufel (beide CDU).[14]

### Freitag, 22. April 2005
- Jakarta/Indonesien: Der japanische Ministerpräsident Junichiro Koizumi drückt zu Beginn des 50. Asien-Afrika-Gipfels seine „tiefe Reue“ darüber aus, welch „enormen Schaden und Leid“ die koloniale Herrschaft und Aggression seines Landes in der Vergangenheit verursacht habe.
- Karlsruhe/Deutschland: Der Bundesgerichtshof hebt das Urteil gegen den „Kannibalen von Rotenburg“ Armin Meiwes auf und verweist den Fall an das Landgericht Frankfurt zur Neuverhandlung. Meiwes war wegen Totschlags verurteilt worden, der Bundesgerichtshof sieht in der Tat einen Mord.
- Madrid/Spanien: In Madrid beginnt ein Prozess gegen 24 mutmaßliche Beteiligte an den Terroranschlägen auf das World Trade Center und das Pentagon am 11. September 2001.
- Washington, D.C./Vereinigte Staaten: Der amerikanische Politiker John Negroponte wird in das neu geschaffene Amt des Director of National Intelligence vereidigt.

### Samstag, 23. April 2005
- Addis Abeba/Äthiopien: Das zweite von drei Teilen eines 1.700 Jahre  alten Obelisken und äthiopischen Nationalsymbols wird von Italien an Äthiopien zurückgegeben.
- Alexandria/Vereinigte Staaten: Vor einem Gericht in Alexandria (Virginia) bekennt sich Zacarias Moussaoui schuldig zum Vorwurf der Beteiligung an den Planungen zu den Terroranschlägen auf die USA am 11. September 2001.
- Quito/Ecuador: Dem abgesetzten ecuadorianischen Präsidenten Gutiérrez wird von Brasilien Asyl gewährt.
- Rom/Italien: Ministerpräsident Berlusconi besetzt nach den Rücktritten vom Dienstag vier Ministerposten neu und beendet so die Regierungskrise in Italien.
- San Bruno/Vereinigte Staaten: Das Videoportal YouTube wird mit dem ersten Video seiner Geschichte versehen, als Jawed Karim den Clip Me at the zoo hochlädt.

### Sonntag, 24. April 2005
- Beirut/Libanon: Der letzte Konvoi syrischer Truppen, die seit 1976 im Land stationiert waren, verlässt den Libanon.
- Lomé/Togo: Die Stimmberechtigten wählen nach dem Tod von Gnassingbé Eyadéma und der zwischenzeitlichen Amtsübernahme seines Sohnes Faure Gnassingbé einen neuen Präsidenten.
- Vatikanstadt: Mit dem Deutschen Joseph Ratzinger wird in Nachfolge von Papst Johannes Paul II. das neue Oberhaupt der Römisch-katholischen Kirche eingeführt. Für sein Amt wählte er den Namen Benedikt XVI.[15]

### Montag, 25. April 2005

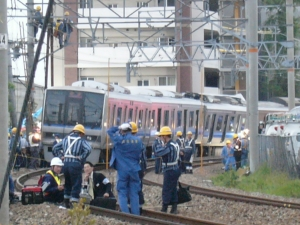
Eisenbahnunfall von Amagasaki

- Amagasaki/Japan: Beim schwersten Zugunglück in Japan seit mehr als 40 Jahren kommen in der Stadt Amagasaki nahe Osaka mindestens 50 Menschen ums Leben, als ein Passagierzug entgleist und zwei seiner Wagen in ein Wohnhaus einschlagen. Nach Angaben der Polizei kann die tatsächliche Opferzahl weit höher liegen, als bisher bekannt.[16]
- Brüssel/Belgien: Die Europäische Union hat am 25. April 2005 die Beitrittserklärungen von  Rumänien und Bulgarien mit unterschrieben. Beide Staaten treten voraussichtlich ab 1. Januar 2007 der EU bei. Damit wird die EU aus 27 Staaten bestehen.
- Kopenhagen/Dänemark: Das dänische Königshaus meldet, dass Kronprinzessin Mary schwanger ist. Die Geburt wird für den Oktober vorhergesagt. Über das Geschlecht des Kindes ist noch nichts bekannt.

### Dienstag, 26. April 2005
- Libanon, Syrien: Wie vom syrischen Präsidenten Baschar al-Assad angekündigt, beginnt der Abzug der Streitkräfte Syriens aus dem Libanon. Die syrische Anwesenheit im Libanon reicht zurück ins Jahr 1976.[17]
- Mandalay/Myanmar: Einem Bombenanschlag in Mandalay, der zweitgrößten Stadt des Landes und früherem Königssitz, fallen zwei Frauen zum Opfer, mindestens 16 weitere Personen werden verletzt. Für ähnliche, in den vergangenen Monaten verübte Anschläge, hatten Vertreter der herrschenden Militärs „Dissidenten und Saboteure“ verantwortlich gemacht.

### Mittwoch, 27. April 2005
- Kiel/Deutschland: Der Landtag von Schleswig-Holstein wählt Peter Harry Carstensen (CDU) erstmals zum Ministerpräsidenten. Im März scheiterte seine Amtsvorgängerin Heide Simonis (SPD) bei der geheimen Wahl zur Regierungschefin. Welcher Mandatsträger Simonis die Stimme verweigerte, ist noch immer unbekannt.[18]
- Toulouse/Frankreich: Das Passagierflugzeug Airbus A380 absolviert erfolgreich seinen Jungfernflug. Mit bis zu 800 Plätzen ist es nun vor der Boeing 747 das größte Passagierflugzeug der Welt.[19]

### Donnerstag, 28. April 2005

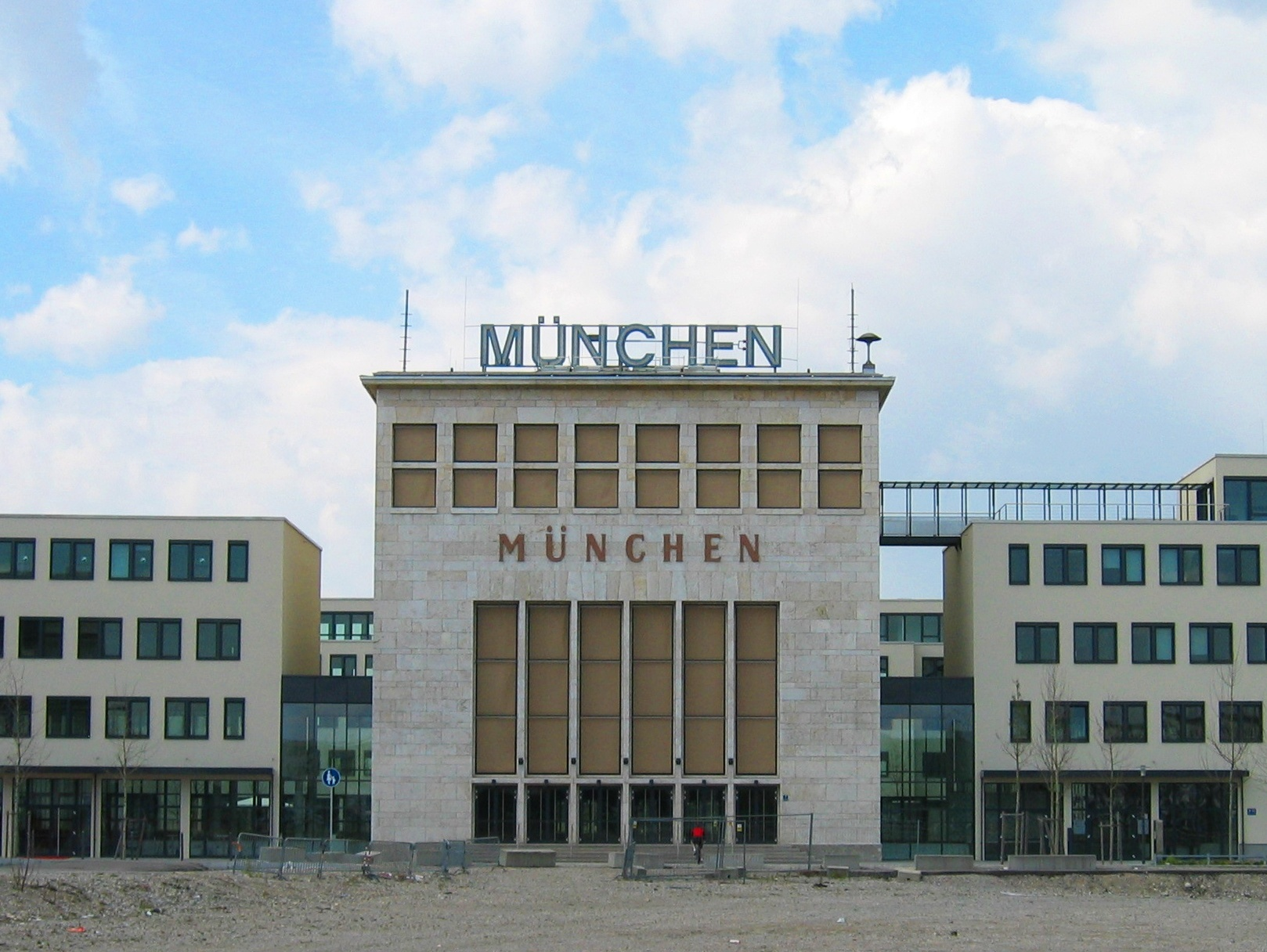
Denkmalschutz: Portal des Flughafens München-Riem

- Bagdad/Irak: Die Nationalversammlung im Irak bestätigt die von Ibrahim al-Dschafari aufgestellte neue Regierung.
- Berlin/Deutschland: Bundeskanzler Gerhard Schröder (SPD) trafen sich heute mit den Länderchefs von Bayern (Edmund Stoiber, CSU), Baden-Württemberg (Günther Oettinger, CDU), Rheinland-Pfalz (Kurt Beck, SPD) und Berlin (Klaus Wowereit, SPD), um mit ihnen über die Ratifizierung der EU-Verfassung zu beraten. Die Länder fordern mehr Mitspracherechte bei EU-Entscheidungen.
- Berlin/Deutschland: Die Verantwortlichen für die Wissensallmende der internationalen Bewegung Attac und das Online-Bürgernetzwerk Campact starten eine Kampagne gegen Softwarepatente.[20]
- Lomé/Togo: In Togo kommt es zu schweren Unruhen mit bis zu 50 Toten, nachdem sich Faure Gnassingbés zum Sieger der Präsidentschaftswahl erklärte.
- München/Deutschland: Die Bundesgartenschau 2005 wird auf dem Gelände des 1992 außer Dienst gestellten Flughafens München-Riem eröffnet.[21]
- Oslo/Norwegen: Im Falle des Kunstraubes der Gemälde von Edvard Munch geht die Polizei mittlerweile davon aus, dass sie verbrannt wurden. Das betrifft wahrscheinlich auch sein berühmtestes Bild Der Schrei.[22]

### Freitag, 29. April 2005
- Lomé/Togo: Nach einem Überfall auf das deutsche Goethe-Institut in Lomé fordert das Auswärtige Amt alle Deutschen dazu auf, das Land zu verlassen.

### Samstag, 30. April 2005
- Ho-Chi-Minh-Stadt/Vietnam: Vietnam feiert den Sieg über die USA vor 30 Jahren.
- Kairo/Ägypten: Bei zwei Anschlägen auf ausländische Touristen wird ein Mensch getötet und vier weitere verletzt.

## Weblinks

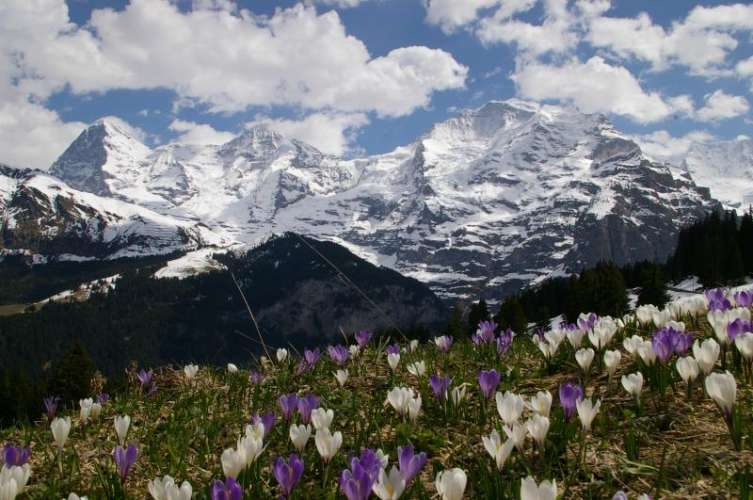
Kanton Bern im April 2005